# Альфредо Поведа
Альфредо Ернесто Поведа Бурбано (ісп. Alfredo Ernesto Poveda Burbano; 24 січня 1926 — 7 червня 1990) — еквадорський військовий, політичний, дипломатичний і державний діяч, голова Верховної урядової ради (1976—1979). Професійний військовик, адмірал Військово-морських сил Еквадору.

## Біографія
Випускник військово-морського училища Еквадору. Пройшов серйозну військову підготовку у Сполучених Штатах та у складі командос збройних сил Аргентини та Бразилії. Навчався у військово-морських академіях Еквадору та Аргентини, Королівському військово-морському училищі в Плімуті (Великобританія).
За свою військову кар'єру обіймав різні посади, зокрема: був командиром батальйону морської піхоти, інструктором військово-морського училища, заступником командира арсеналу ВМФ, начальником відділу матеріально-технічного постачання, командиром Першої морської зони, начальником штабу військово-морського флоту та командувачем Військово-морських сил Еквадору.
Крім того, був дипломатом: працював військовим аташе посольства Еквадору в Іспанії, у посольствах у Німеччині, Франції та Великій Британії.
У 1973—1975 роках обіймав посаду міністра внутрішніх справ, у 1975—1979 роках — головнокомандувач збройних сил Еквадору.
У 1976 році прийшов до влади внаслідок військового перевороту й був призначений головою Верховної урядової ради, після чого вступив на посаду голови хунти, що правила Еквадором (11 січня 1976 — 10 серпня 1979). Повернув країну до демократії. Відновив переговори з іноземними компаніями, які постраждали внаслідок націоналізації за попереднього режиму Родрігеса Лари, провів конституційний референдум у січні 1978 року та 2 тури президентських виборів 16 липня 1978 року та 29 квітня 1979 року. Після перемоги на президентських виборах у 1979 році Хайме Рольдоса Агілери А. Поведа передав йому владу в країні.
Після повернення країни до демократичної системи адмірал Поведа відійшов від політичного та суспільного життя та оселився в Гуаякілі, Еквадор. Повертаючись після конференції в Росії на батьківщину, помер від інфаркту міокарда під час зупинки в Майамі, штат Флорида.

## Особисте життя
21 грудня 1950 року, за два дні до отримання звання прапорщика фрегата, він одружився з молодою аргентинкою Алісією Пізімбоно де Нікола, з якою познайомився під час навчання у військово-морській школі Ріо-Сантьяго. Вони повернулися до Еквадору в січні наступного року, і там у них народилися дві дочки:
- Марія Александра Поведа Пізімбоно (нар. 1955);
- Моніка Поведа Пізімбоно (нар. 1957).